# Horní Dvory
Horní Dvory (németül: Oberschön) Cheb településrésze Csehországban a Karlovy Vary-i kerület Chebi járásában. Cheb városától keletre terül el. A 2001-es népszámlálási adatok szerint 18 lakóháza és 54 lakosa van.